# Pierre Mauroy
Pierre Mauroy (5. července 1928 Cartignies – 7. června 2013 Paříž) byl francouzský politik. V letech 1981–1984, v éře prezidenta François Mitterranda, byl francouzským premiérem. Vedl tři kabinety. V letech 1973–2001 byl starostou města Lille. Byl představitelem Socialistické strany, kterou v letech 1988–1991 i vedl. V letech 1992–1999 byl předsedou Socialistické internacionály.

## Vyznamenání
- velkokříž Národního řádu za zásluhy – Francie, 1981[1]
- rytíř Řádu čestné legie – Francie, 1981
- velkokříž Řádu zásluh o Italskou republiku – Itálie, 5. července 1982[2]
- velkokříž Řádu Kristova – Portugalsko, 5. dubna 1984[3]
- velkodůstojník Řádu čestné legie – Francie, 2008[4]
- velkodůstojník Řádu osvoboditele generála San Martína – Argentina
- rytíř Řádu Leopolda – Belgie
- komtur Řádu koruny – Belgie
- velkokříž Řádu finského lva – Finsko
- velkokříž Řádu Bernarda O'Higginse – Chile
- velkostha Národního řádu cedru – Libanon
- velký záslužný kříž Záslužného řádu Spolkové republiky Německo – Německo
- Řád za zásluhy Polské republiky – Polsko
- velkokříž Národního řádu lva – Senegal
- velkostuha Řádu republiky – Tunisko
- důstojník Národního řádu Québecu – Québec